# RG-31
RG-31は、南アフリカ共和国で開発され、アメリカ軍などで広く運用されている装輪装甲車（歩兵機動車）の一種である。アメリカ海兵隊のMRAP（耐地雷・伏撃防護車両）カテゴリーIの車両として採用されている。
RG-31には南アフリカ周辺に生息するウシ科の動物の名である"ニアラ"というニックネームがつけられている他、アメリカ軍では"チャージャー"（Charger）のニックネームも使用されている。

## 概要
RG-31はBAEシステムズのグループ会社である南アフリカ共和国のランドシステムズOMC（現・BAE システムズ・ランド・システムズ・サウス・アフリカ）によって、同社製のマンバ装甲兵員輸送車をベースに開発された4×4輪駆動の装輪装甲車である。
V字型車体を持ち、地雷やIEDに対する防御力が高く、アメリカ海兵隊によるMRAP計画のカテゴリーI車種の一つとして採用された他、イラク戦争やアフガニスタン紛争等の危険地域に部隊を派遣したスペイン軍やカナダ軍でも採用されている。また国際連合平和維持活動部隊でも採用されており、UNIFILの任務にも派遣されている。
RG-31にはドライバーを含めて8名ないし10名の兵士が乗車可能で、大型の後部ドアから乗降可能である。車体上には旋回式の銃塔もしくはRWSを搭載可能である。
BAEシステムズではRG-31を発展させた、より大型のRG-33の開発、製造も行なっており、こちらもアメリカ陸軍や海兵隊で運用されている。

## バリエーション
RG-31 Mk.3
マンバ装甲兵員輸送車をベースに開発された最初の量産型。
RG-31 Mk.5
改良型。
RG-31 Mk.5E
Mk.5の車体を延長し兵員室を広げたバージョン。
RG-31 MK.6
乗員防護能力を強化した改良型。
RG-31 チャージャー
アメリカ陸軍で使用されている車両。Mk.3にデトロイトディーゼル製エンジンを搭載したバージョンと、Mk.5にカミンズ製ディーゼルエンジンを搭載したバージョンが採用されている。
RG-31 セイバー
貨物輸送用カーゴトラック型。

## 採用国
カナダ
M151 プロテクターRWSを搭載した75両のMk.3をカナダ陸軍で運用している他、警察特殊部隊にも採用されている。
 コロンビア
2024年時点で、コロンビア陸軍が4両のRG-31を保有。
 エスワティニ
7両のMk.5Eを採用。
 インドネシア
 イラク
 マリ
5両を採用。
 ナイジェリア
1両を採用。
 カタール
カタール陸軍 - 2023年時点で、台数不明のRG-31を保有している。
 ソマリア
アラブ首長国連邦から寄贈。
 南アフリカ共和国
 スペイン
イスラエル製のサムソン RCWSを搭載した150両のMk.5Eをレバノンおよびアフガニスタンで運用している。
 ルワンダ
6両を採用。
 アラブ首長国連邦
76両のMK.5を採用
 国際連合
30両を採用。UNIFIL等、紛争地での平和時活動で運用するほか、国際連合世界食糧計画などが防弾車として使用している。
 アメリカ合衆国
- アメリカ特殊作戦軍

50両のMk.5を採用
- アメリカ陸軍

148両のMk.3、257両のMk.5、111両のMk.5Eを採用
- アメリカ海兵隊

12両のMk.5、1,385両のMk.5Eを採用
 ウクライナ
スペイン陸軍が保有していた救急搬送型1両が供与される。

## 画像

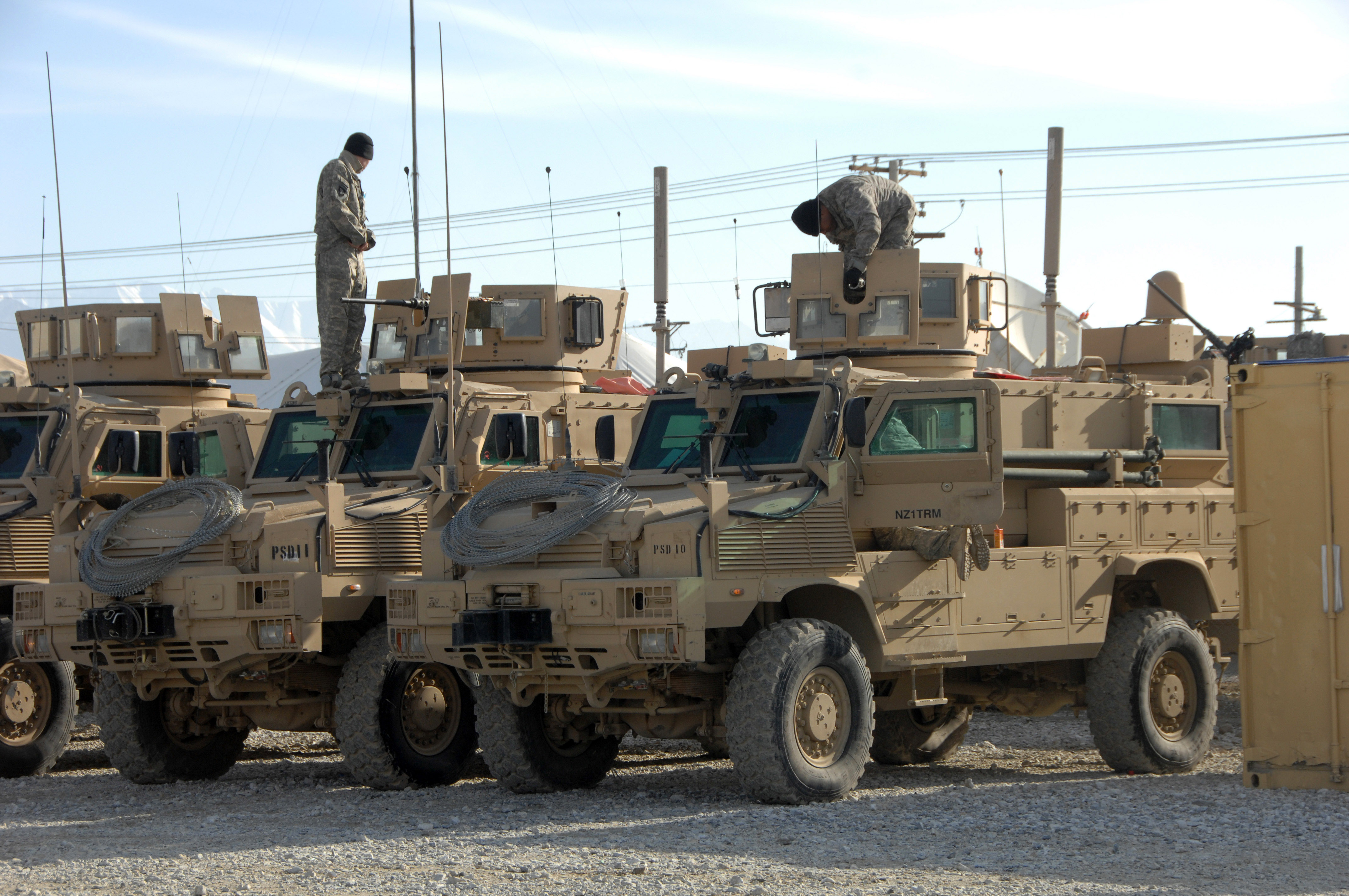
アフガニスタンで運用されているアメリカ陸軍のRG-31 Mk.5。装甲銃塔（OGPK）を搭載。
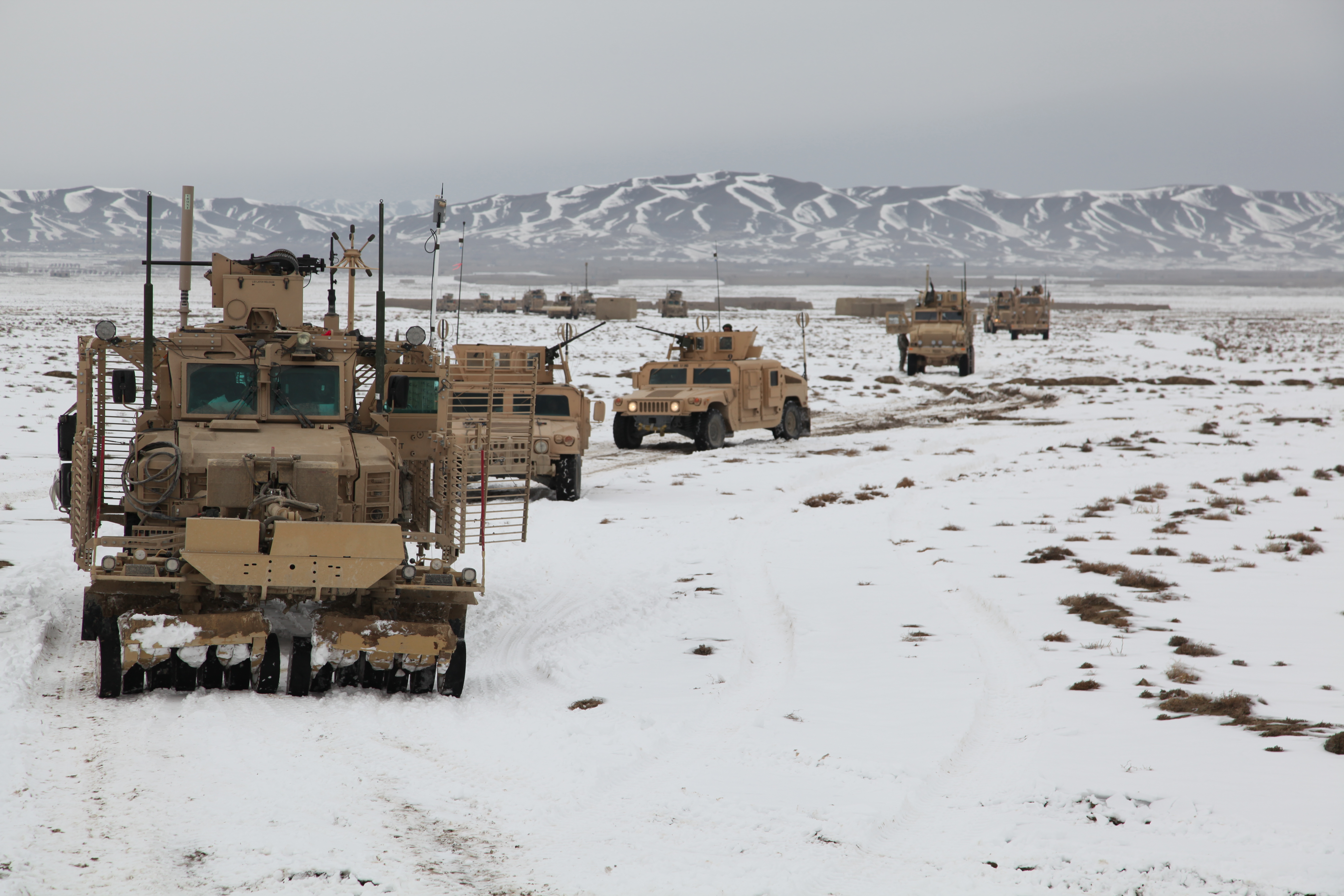
M153 CROWS IIを搭載し、コンボイを先導するアメリカ陸軍のRG-31。アフガニスタン派遣車両。
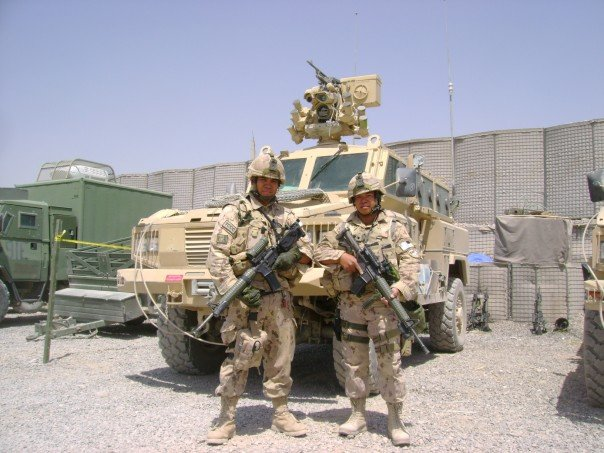
M151 プロテクターRWSを搭載したカナダ軍のRG-31 Mk.3。
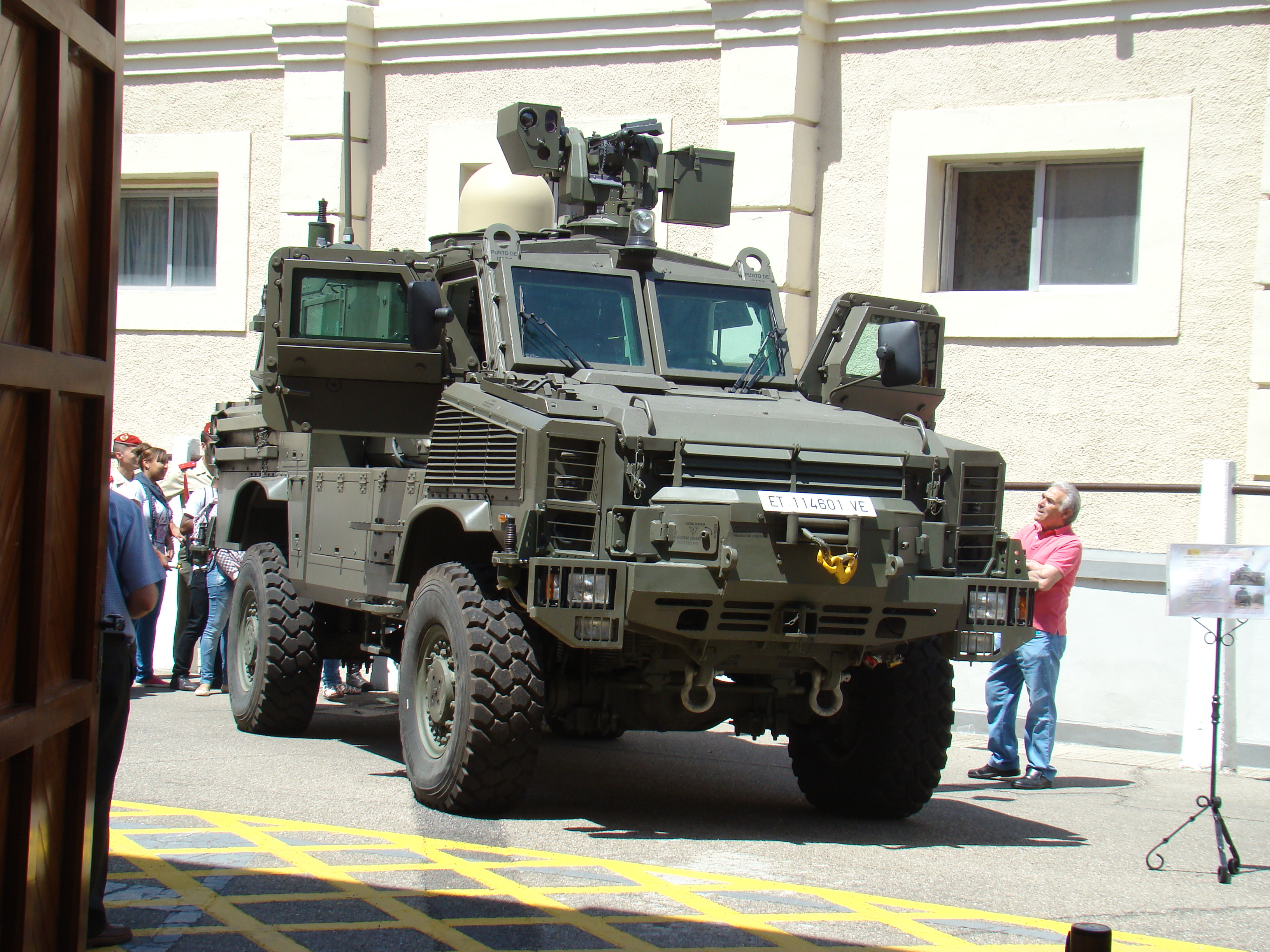
ラファエル製のサムソン RCWSを搭載したスペイン軍のRG-31 Mk.5E。
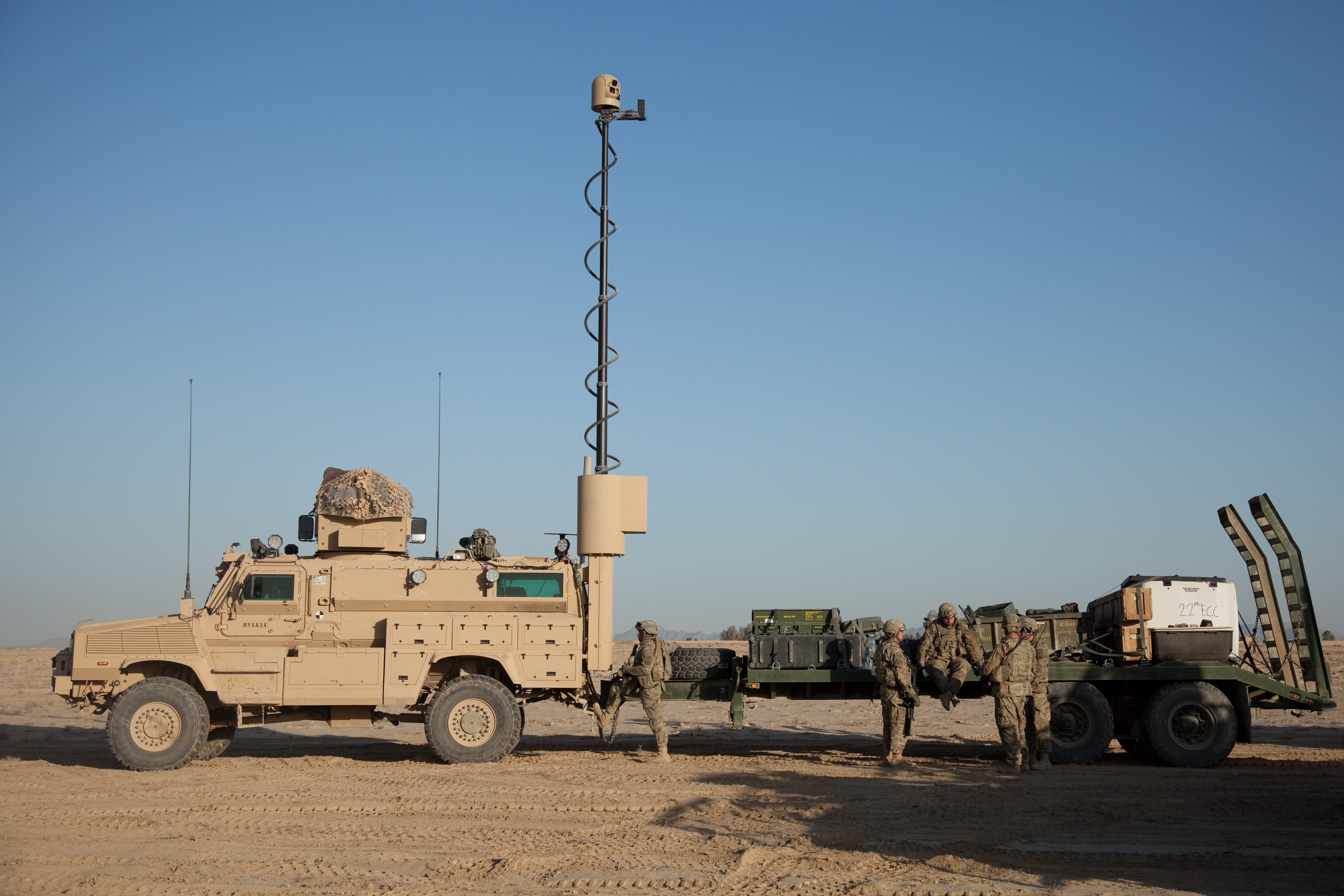
観測用機材を装備したアメリカ陸軍工兵部隊の車両。
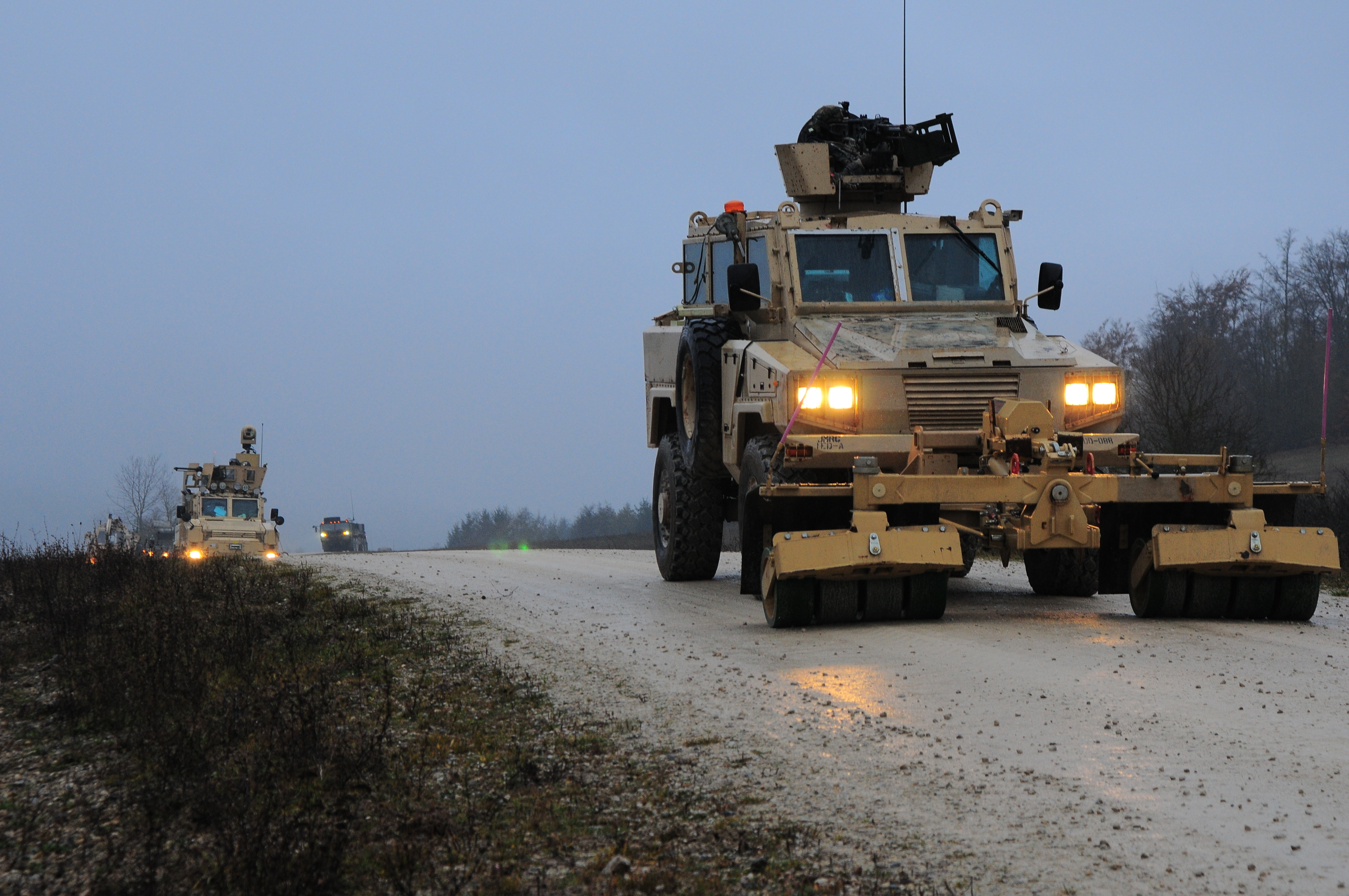
地雷処理ローラーを装着したアメリカ軍のRG-31 Mk.3。
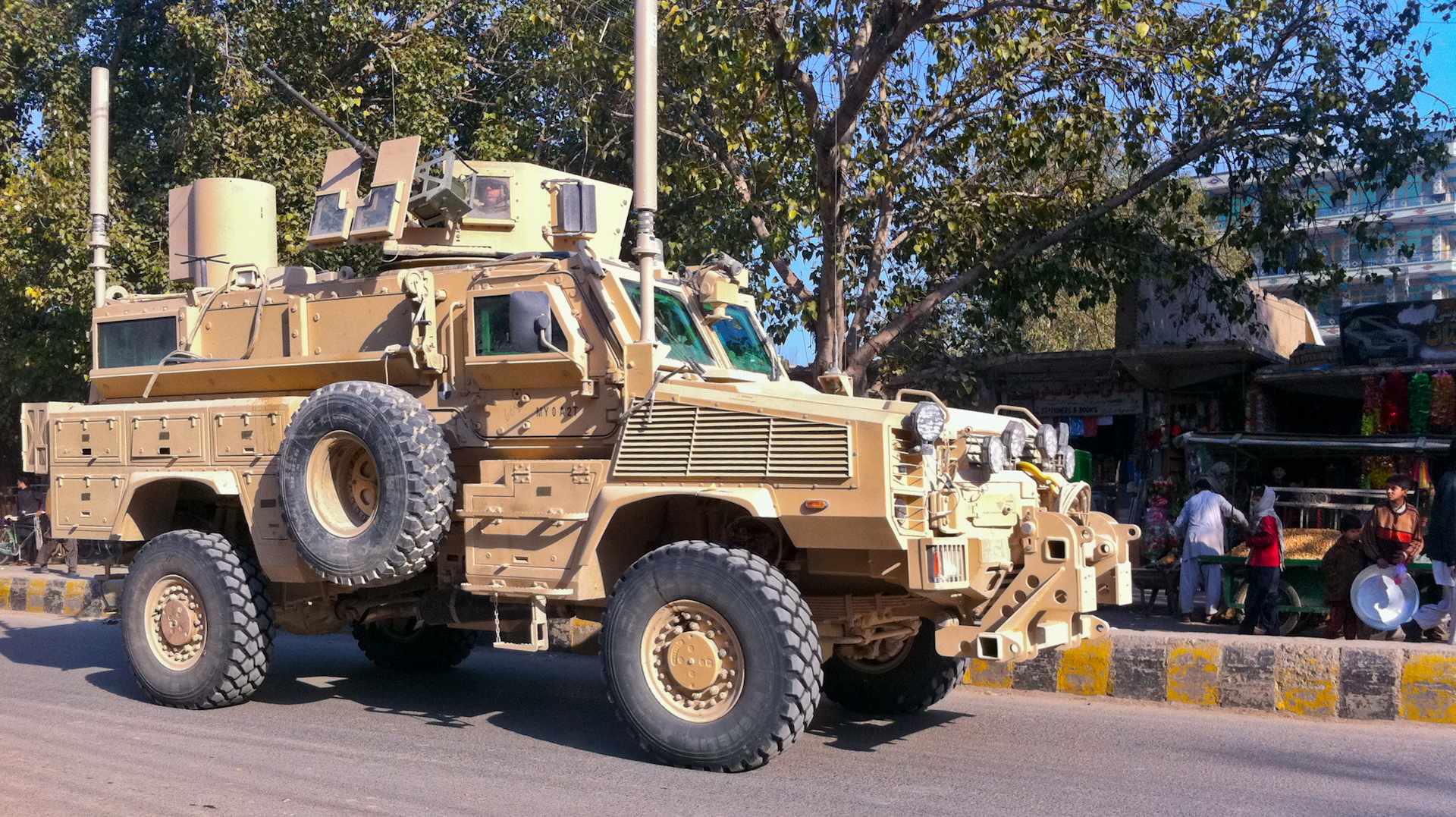
コロンビア軍の車両。
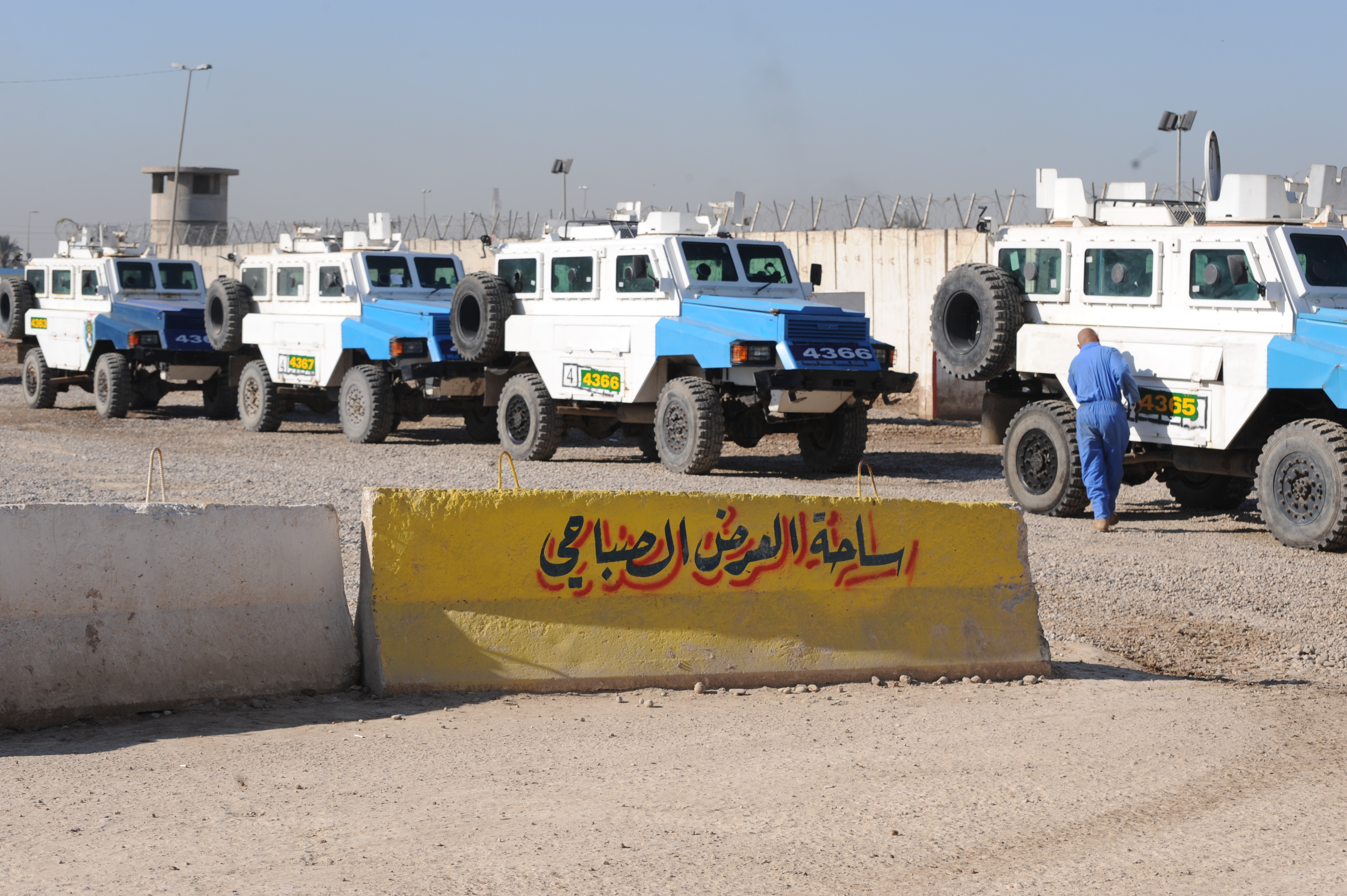
イラク警察の車両。
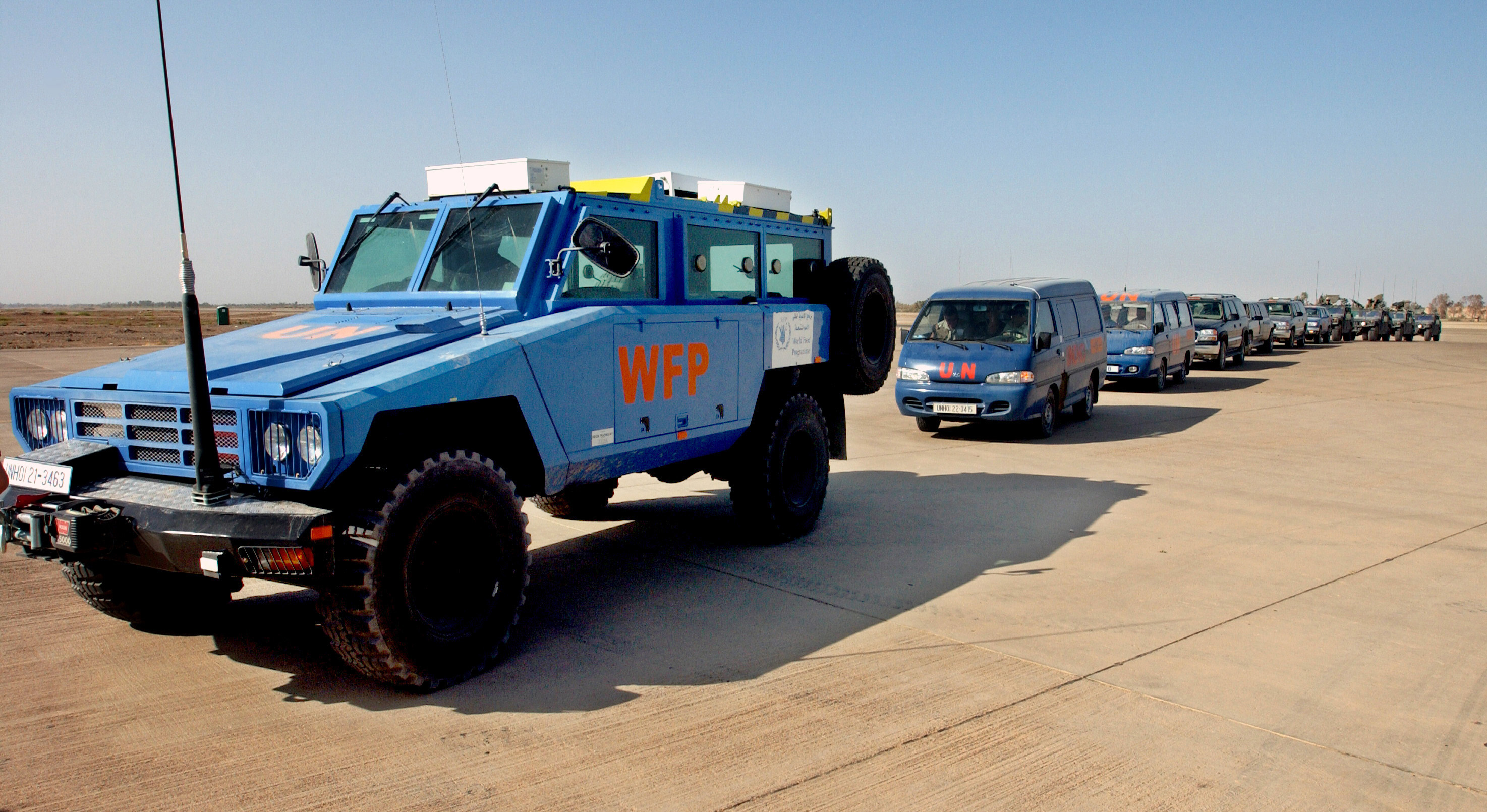
国際連合世界食糧計画の車両。
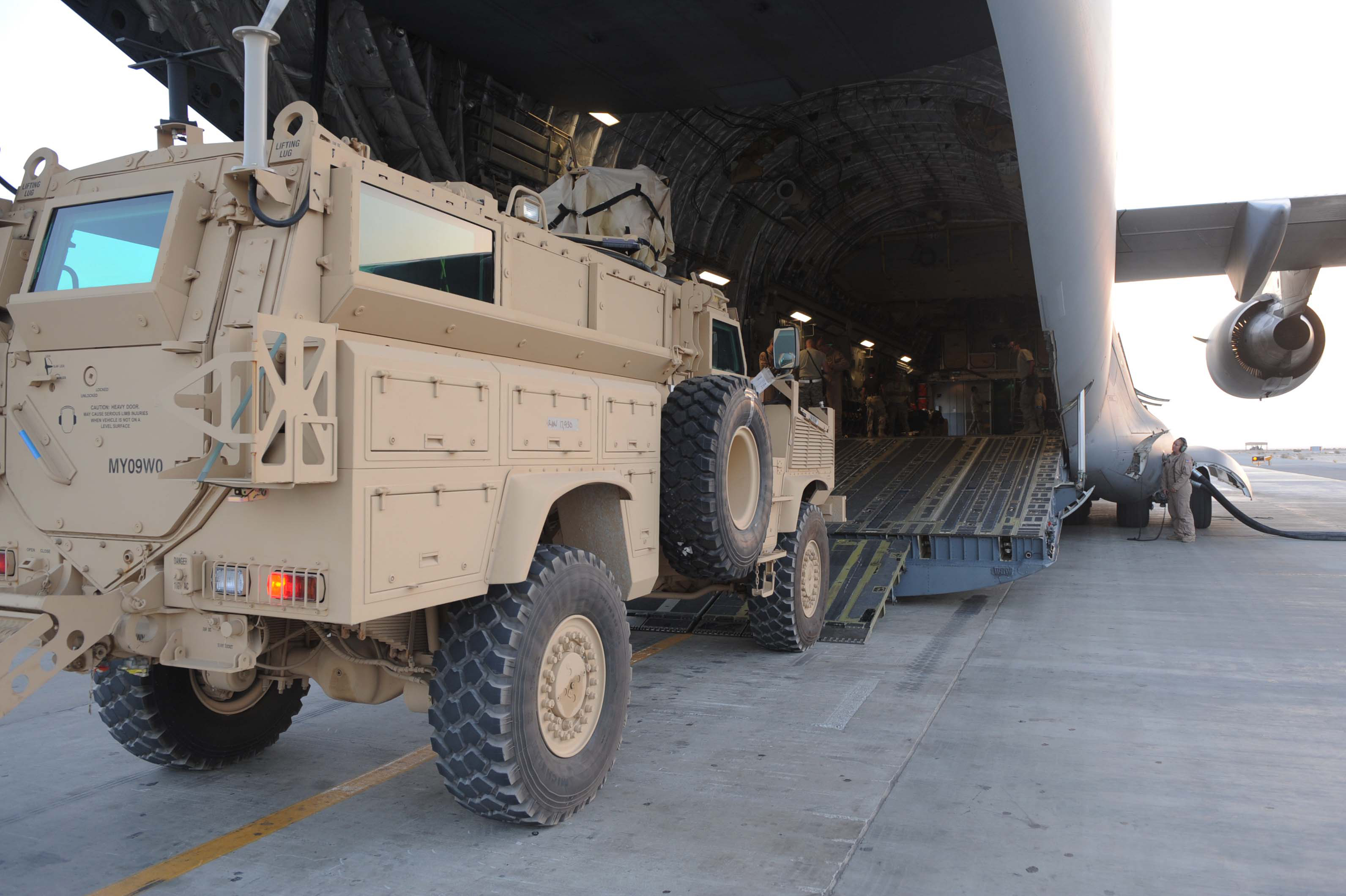
空輸のためC-17 グローブマスターIIIに載せられるRG-31。